# Harrison Hot Springs
Harrison Hot Springs, im Volksmund zumeist nur Harrison genannt, ist ein Erholungsort an der Südspitze des Harrison Lake im Fraser Valley Regional District in der kanadischen Provinz British Columbia.

## Geschichte
Seinen Namen verdankt der Ort seinen beiden am Seeufer gelegenen heißen Mineralquellen. Diese tragen die Namen Potash und Sulphur, erstere hat eine Wassertemperatur von 40 °C, letztere von 65 °C. Mit 1300 ppm gehören sie weltweit zu den mineralhaltigsten Quellen.
Bereits die Indianer vom Stamme der Chehalis kannten und verehrten die heißen Quellen. Zur Ansiedlung von Weißen führte die „Entdeckung“ der Stelle durch eine Gruppe von Goldsuchern, die sich bereits verloren glaubten und durch die Quellen gerettet wurden. Der Ort hieß zunächst St. Alice's Well.
Die Einweihung der Canadian Pacific Railway 1866 brachte diesen Jahrzehnte später in Kutschenreichweite dieser transkontinentalen Hauptverkehrsader Kanadas.
Nach einer langen Zeit verhaltenen Wachstums kam es erst am 27. Mai 1949 zur Gründung der politischen Gemeinde Village of Harrison Hot Springs und der damit verbundenen Zuerkennung der kommunalen Selbstverwaltung.
Im Juni 2006 wurde Harrison vermutlich als Stützpunkt für den Schmuggel von Rauschgift in den amerikanischen Bundesstaat Washington per Hubschrauber genutzt.

## Demographie
Der Zensus im Jahr 2011 ergab für die Gemeinde eine Bevölkerungszahl von 1.469 Einwohnern. Die Bevölkerung der Stadt hatte dabei im Vergleich zum Zensus von 2006 um 6,7 % abgenommen, während die Bevölkerung in der Provinz British Columbia gleichzeitig um 7,0 % zunahm.

## Wirtschaft
Das Durchschnittseinkommen der Beschäftigten in Harrison Hot Springs lag im Jahr 2006 bei 21.884 C $, während es in der Provinz British Columbia 24.867 C $ betrug.

## Verkehr
In Harrison Hot Springs endet der aus Süden kommende Highway 9.
Auf dem Harrison Lake befindet sich der Wasserflugplatz der Gemeinde (Transport Canada Identifier: CAC8).

## Tourismus

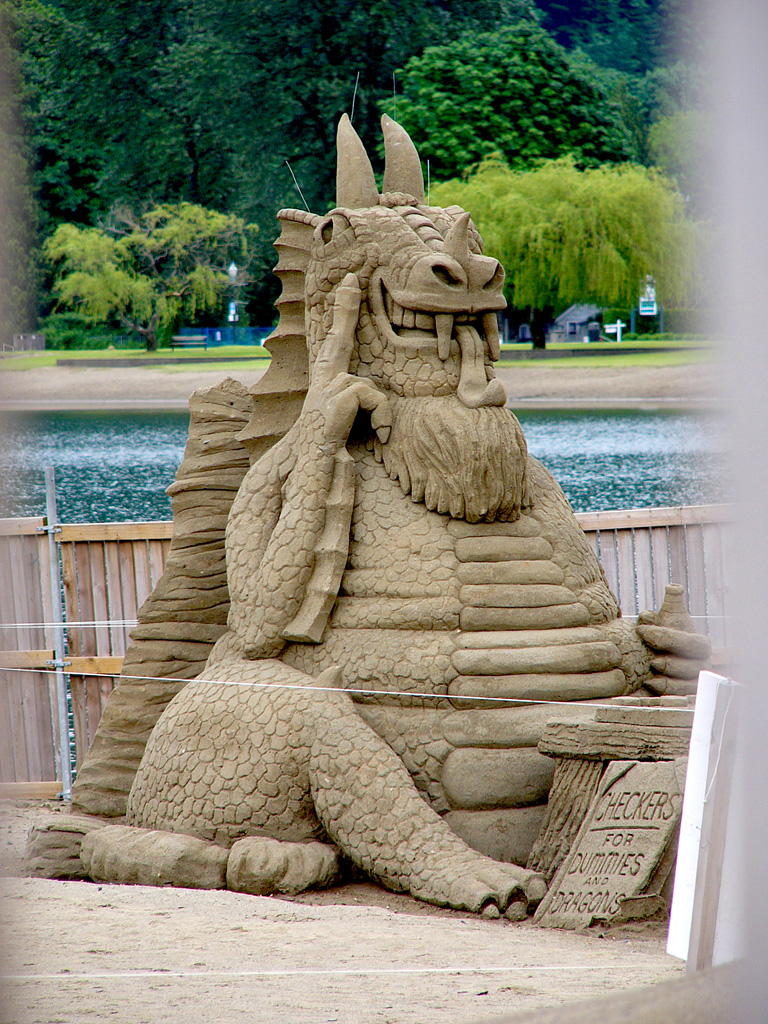
Sandfigur beim jährlichen Wettbewerb im Sandburgenbauen

Die meisten Besucher zieht das Thermalbad des Ortes an. Daneben ist Harrison auch für den dort alljährlich im September stattfindenden Wettbewerb im Sandburgenbauen sowie für das allsommerliche Kunstfestival bekannt. Außerdem ist der Ort der Zugang zum Sasquatch Provincial Park.